# Norbert von Hannenheim
Norbert von Hannenheim (ur. 15 maja 1898 w Hermannstadt, zm. 29 września 1945 w Międzyrzeczu-Obrzycach) – austro-węgierski kompozytor narodowości niemieckiej.

## Życiorys
Urodzony 15 maja 1898 r. w Hermannstadt, ośrodku mniejszości sasko-niemieckiej w Siedmiogrodzie.
W latach 1916–1918 służył w armii austro-węgierskiej, co przypłacił załamaniem nerwowym. Po zakończeniu I wojny światowej przez nieznany okres pozostał na terenach, które przypadły Rumunii, ale w roku akademickim 1922/1923 studiował z Paulem Graenerem w Lipsku, a potem w Budapeszcie z Sándorem Jemnitzem w roku 1928/1929. W letnim semestrze 1929 r. został przyjęty w Berlinie do klasy mistrzowskiej Arnolda Schönberga. Ze względu na wyczerpujący charakter zajęć wyjechał do Barcelony wczesną jesienią 1931 r. i wrócił do Berlina dopiero latem następnego roku.
W czasie Wielkanocy 1932 r. zaczął przejawiać objawy ostrej schizofrenii. Po 1933 r. osiadł w Niemczech w ramach programu imigracji Niemców do ojczyzny, realizowanego przez władze nazistowskie. Korzystał również ze wsparcia Reichsmusikkammer. Jego ostatnim śladem publicznej aktywności było wykonanie jego Fantazji na orkiestrę smyczkową w 1937 r. na festiwalu w Paryżu.
Większość jego partytur została zniszczona w bombardowaniu Berlina w początkach 1945 r., choć przez kilkadziesiąt lat po wojnie uważano za zniszczone wszystkie jego prace. On sam początkowo był również uważany za ofiarę tych bombardowań, jednak zmarł 29 września 1945 r. w kompleksie szpitalnym dla psychicznie chorych w Międzyrzeczu-Obrzycach.
Opowieść o poszukiwaniach jego śladów i kompozycji jest tematem powieści Pulverkopf Edwarda Pasewicza, za którą pisarz w 2022 otrzymał Literacką Nagrodę Europy Środkowej „Angelus”.